# 粗壮山香圆
粗壮山香圆（学名：Turpinia robusta）为省沽油科山香圆属的植物。分布在泰国北部以及中国大陆的云南等地，生长于海拔850米的地区，见于干燥石灰山上的密林中，目前尚未由人工引种栽培。